# اس‌اس اسلوجورد
اس‌اس اسلوجورد (به انگلیسی: SS Oslofjord) یک کشتی است.